# Planchetorte
Planchetorte – strumień we francuskim departamencie Corrèze. Strumień jest lewym dopływem Corrèze. 
Strumień ma długość 9,9 km.
Planchetorte ma źródło na wysokości 280 m n.p.m. w gminie Jugeals-Nazareth 2,5 km na północ od tego miasta, a uchodzi do Corrèze w mieście Brive-la-Gaillarde. 